# Mongo Santamaría
Ramón Santamaría Rodríguez (Havana, 7 de abril de 1917 — Miami, 1 de fevereiro de 2003) foi um percussionista cubano.
Em 1950, mudou-se para Nova Iorque onde tocou com os pioneiros líderes de banda de jazz afro-cubano e de salsa, tais como Pérez Prado, Tito Puente, Cal Tjader, entre outros.

## Sucesso
Em 1963, ele teve um grande sucesso com a sua interpretação de "Watermelon Man", composição escrita por Herbie Hancock. Ele também é o compositor de "Afro Blue", que foi regravado várias vezes, nomeadamente por John Coltrane, McCoy Tyner, Michel Camilo, John McLaughlin ou, mais recentemente por Carlos Santana, na companhia de Chick Corea, Wayne Shorter, Herbie Hancock, John McLaughlin e Ravi Coltrane, durante o Festival de Jazz de Montreux de 2004.

## Distinções
Ele recebeu um Grammy Award pelo seu álbum Amanecer em 1977.